# Mount Allenby
Mount Allenby är ett berg i Kanada.   Det ligger i provinsen Alberta, i den centrala delen av landet, 3 000 km väster om huvudstaden Ottawa. Toppen på Mount Allenby är 2 849 meter över havet, eller 189 meter över den omgivande terrängen. Bredden vid basen är 0,97 km.
Terrängen runt Mount Allenby är kuperad västerut, men österut är den bergig. Trakten runt Mount Allenby är nära nog obefolkad, med mindre än två invånare per kvadratkilometer.. Det finns inga samhällen i närheten. 
I omgivningarna runt Mount Allenby växer i huvudsak barrskog.